# Ankara
Ankara (phát âm tiếng Thổ Nhĩ Kỳ: [ˈan.ka.ɾa]) trước đây gọi là Ancyra (tiếng Hy Lạp: Ἄγκυρα) hoặc Angora, thủ đô Thổ Nhĩ Kỳ và là thành phố lớn (büyük şehir) thứ hai của quốc gia này sau Istanbul. Là thủ đô hành chính từ thập niên 1920, Ankara đã có vai trò là trung tâm hành chính, nơi ở của các chính khách, viên chức hành chính và công chức Thổ Nhĩ Kỳ. Các nhánh Quân đội Thổ Nhĩ Kỳ cũng đặt cơ sở ở thành phố Ankara.

## Địa lý
Thành phố này nằm ở độ cao trung bình 938 mét trên mực nước biển, trên vùng đồng bằng rộng lớn ở miền trung Anatolia, với những khu rừng trên núi về phía bắc và đồng bằng khô hạn Konya ở phía nam. Các sông chính là các hệ thống Kızılırmak và sông Sakarya. 50% diện tích đất được sử dụng cho nông nghiệp, 28% là rừng và 10% là các đồng cỏ. Hồ nước mặn lớn nhất là Tuz Golu nằm một phần trong thành phố này. Đỉnh cao nhất với độ cao 2.015m là Işık Dağı.

## Phát triển đô thị
Thành phố Ankara là một trong 3 đại đô thị tự quản (büyük şehir) đầu tiên của Thổ Nhĩ Kỳ, thành lập năm 1984, tương ứng với các huyện Etimesgut, Yenimahalle, Çankaya, Keçiören, Altındağ, Akyurt và Sincan. Do tốc độ phát triển đô thị cao, vùng đô thị nhanh chóng mở rộng ra toàn bộ tỉnh. Năm 2012, Thổ Nhĩ Kỳ thông qua luật, công nhận các tỉnh có dân số trên 750.000 người là những đại đô thị, do đó có quyền tự chủ hơn so với cái tỉnh (il) khác. Thành phố Ankara chính thức được hợp nhất với tỉnh Ankara.

## Dân số
Năm 2014, Ankara có dân số 5.150.000 người. Hầu như toàn bộ dân ở đây nói tiếng Thổ Nhĩ Kỳ, ngôn ngữ chính thức của quốc gia này. Đa số dân thành phố là tín độ Hồi giáo Sunni.

## Lịch sử
Ankara đã là một trung tâm thương mại từ thời cổ đại. Những người Hittite đã chiếm khu vực này từ năm 2000 trước Công Nguyên. Những người Phrygians đã kế tục người Hittite khoảng năm 1000 trước Công Nguyên. Alexander Đại Đế đã chinh phục thành phố năm 333 trước Công Nguyên. Sau khi ông mất, những bộ lạc Gallic (Galatian) đã chọn đây làm kinh đô của họ (xem thêm Galatia). Với tên gọi Ancyra, thành phố này bị Đế quốc La Mã cai trị năm 189 trước Công Nguyên và trở thành tỉnh lỵ của tỉnh Galatia Prima. Sau này nó trở thành một thành phố lớn của Đế quốc Byzantine và tiếp theo đó nó bị xâm chiếm bởi người Ba Tư, Ả Rập, Seljuk Turks, và quân Thập Tự Chinh Latin. Thành phố được đổi tên Angora bởi người Seljuk, rơi vào tay người Thổ Nhĩ Kỳ Ottoman năm 1360. Thành phố bị chiếm đóng trong một thời gian ngắn bởi Tamerlane người Thổ năm 1402, nhưng lại trở lại Đế quốc Ottoman năm sau đó.
Năm 1923, sau khi thiết lập Cộng hoà Thổ Nhĩ Kỳ, Atatürk đã dời đô từ Istanbul đến Angora, một sự di chuyển phá bỏ truyền thống và thiết lập một vị trí trung tâm cho thủ đô. Một nỗ lực lớn nhằm hiện đại hoá thành phố bắt đầu và tên thành phố đã được đổi thành Ankara năm 1930. Thành phố phát triển nhanh chóng trong nhiều thập kỷ và sớm trở thành một trong những trung tâm đô thị lớn của Thổ Nhĩ Kỳ. Trong những năm gần đây, thành phố đã sáp nhập thêm những vùng ngoại ô xung quanh để giải quyết vấn đề của những khu nhà lụp xụp của hàng ngàn người nhập cư từ những vùng kém phát triển khác của đất nước. Ankara đang thực hiện nhiều dự án giao thông lớn để giải quyết nạn tắc nghẽn giao thông.

## Khí hậu
| Dữ liệu khí hậu của Ankara (1954–2013)   | Dữ liệu khí hậu của Ankara (1954–2013) | Dữ liệu khí hậu của Ankara (1954–2013) | Dữ liệu khí hậu của Ankara (1954–2013) | Dữ liệu khí hậu của Ankara (1954–2013) | Dữ liệu khí hậu của Ankara (1954–2013) | Dữ liệu khí hậu của Ankara (1954–2013) | Dữ liệu khí hậu của Ankara (1954–2013) | Dữ liệu khí hậu của Ankara (1954–2013) | Dữ liệu khí hậu của Ankara (1954–2013) | Dữ liệu khí hậu của Ankara (1954–2013) | Dữ liệu khí hậu của Ankara (1954–2013) | Dữ liệu khí hậu của Ankara (1954–2013) | Dữ liệu khí hậu của Ankara (1954–2013) |
| Tháng                                    | 1                                      | 2                                      | 3                                      | 4                                      | 5                                      | 6                                      | 7                                      | 8                                      | 9                                      | 10                                     | 11                                     | 12                                     | Năm                                    |
| ---------------------------------------- | -------------------------------------- | -------------------------------------- | -------------------------------------- | -------------------------------------- | -------------------------------------- | -------------------------------------- | -------------------------------------- | -------------------------------------- | -------------------------------------- | -------------------------------------- | -------------------------------------- | -------------------------------------- | -------------------------------------- |
| Cao kỉ lục °C (°F)                       | 16.6 (61.9)                            | 20.4 (68.7)                            | 26.4 (79.5)                            | 30.6 (87.1)                            | 33.0 (91.4)                            | 37.0 (98.6)                            | 41.0 (105.8)                           | 40.4 (104.7)                           | 36.0 (96.8)                            | 32.2 (90.0)                            | 24.4 (75.9)                            | 20.4 (68.7)                            | 41.0 (105.8)                           |
| Trung bình ngày tối đa °C (°F)           | 4.4 (39.9)                             | 6.5 (43.7)                             | 11.7 (53.1)                            | 17.2 (63.0)                            | 22.3 (72.1)                            | 26.7 (80.1)                            | 30.2 (86.4)                            | 30.2 (86.4)                            | 25.9 (78.6)                            | 19.9 (67.8)                            | 12.9 (55.2)                            | 6.6 (43.9)                             | 17.9 (64.2)                            |
| Trung bình ngày °C (°F)                  | 0.4 (32.7)                             | 1.9 (35.4)                             | 6.1 (43.0)                             | 11.3 (52.3)                            | 16.2 (61.2)                            | 20.2 (68.4)                            | 23.6 (74.5)                            | 23.3 (73.9)                            | 18.7 (65.7)                            | 13.1 (55.6)                            | 7.0 (44.6)                             | 2.6 (36.7)                             | 12.0 (53.6)                            |
| Tối thiểu trung bình ngày °C (°F)        | −3.0 (26.6)                            | −2.2 (28.0)                            | 1.0 (33.8)                             | 5.6 (42.1)                             | 9.7 (49.5)                             | 13.1 (55.6)                            | 16.0 (60.8)                            | 16.0 (60.8)                            | 11.7 (53.1)                            | 7.3 (45.1)                             | 2.5 (36.5)                             | −0.6 (30.9)                            | 6.4 (43.5)                             |
| Thấp kỉ lục °C (°F)                      | −21.4 (−6.5)                           | −21.5 (−6.7)                           | −19.2 (−2.6)                           | −6.7 (19.9)                            | −1.6 (29.1)                            | 3.8 (38.8)                             | 4.5 (40.1)                             | 6.3 (43.3)                             | 2.5 (36.5)                             | −4.1 (24.6)                            | −10.5 (13.1)                           | −17.2 (1.0)                            | −21.5 (−6.7)                           |
| Lượng Giáng thủy trung bình mm (inches)  | 42.2 (1.66)                            | 37.0 (1.46)                            | 38.8 (1.53)                            | 47.7 (1.88)                            | 49.7 (1.96)                            | 35.0 (1.38)                            | 14.5 (0.57)                            | 10.5 (0.41)                            | 19.2 (0.76)                            | 29.4 (1.16)                            | 32.6 (1.28)                            | 45.4 (1.79)                            | 402.0 (15.83)                          |
| Số ngày giáng thủy trung bình            | 12.2                                   | 11.0                                   | 10.9                                   | 11.9                                   | 12.5                                   | 8.6                                    | 3.7                                    | 2.8                                    | 3.9                                    | 6.8                                    | 8.5                                    | 11.8                                   | 104.6                                  |
| Số giờ nắng trung bình tháng             | 77.5                                   | 98.9                                   | 161.2                                  | 189.0                                  | 260.4                                  | 306.0                                  | 353.4                                  | 341.0                                  | 276.0                                  | 201.5                                  | 132.0                                  | 71.3                                   | 2.468,2                                |
| Số giờ nắng trung bình ngày              | 2.5                                    | 3.5                                    | 5.2                                    | 6.3                                    | 8.4                                    | 10.2                                   | 11.4                                   | 11.0                                   | 9.2                                    | 6.5                                    | 4.4                                    | 2.3                                    | 6.7                                    |
| Nguồn: Cục Khí tượng Quốc gia Thổ Nhĩ Kỳ |                                        |                                        |                                        |                                        |                                        |                                        |                                        |                                        |                                        |                                        |                                        |                                        |                                        |